# Adolph Knopf
Adolph Knopf (* 2. Dezember 1882 in San Francisco, Kalifornien; † 23. November 1966) war ein US-amerikanischer Geologe und Petrologe.

## Leben
Knopf war der Sohn deutscher Einwanderer, sein Vater war Bauunternehmer mit einer Ranch nahe San Francisco. Er studierte Geologie an der University of California, Berkeley, bei Andrew Cowper Lawson. 1905 erwarb er seinen Master-Abschluss mit einer geologischen Kartierung in den Plutonen der Sierra Nevada im Tal des Kern River. Danach ging er zum United States Geological Survey, für den er zunächst fünf Jahre Lagerstätten in Alaska prospektierte und dann in Montana, Nevada und Kalifornien arbeitete. Ab 1920 lehrte er als Associate Professor an der Yale University, arbeitete aber bis 1945 weiter in Teilzeit für den USGS. Beispielsweise erstellte er 1929 einen Report über das Mother Load Goldfeld in Kalifornien (The Mother Load system of California, US Geological Survey Professional Paper Nr. 157). 1923 erhielt er eine volle Professur und 1937 wurde er Silliman Professor und 1938 Sterling Professor. 1951 ging er in den Ruhestand und zog nach Kalifornien in die Nähe der Ranch, wo er aufgewachsen war. Er war in Kalifornien Gastprofessor und danach Consulting Professor an der Stanford University und war weiter in geologischer Feldarbeit aktiv.
Knopf war Experte für Petrologie und befasste sich neben Veröffentlichungen zu speziellen Lagerstätten insbesondere mit Plutonen mit Feldstudien zum Beispiel über Spanish Peaks in Colorado und den Batholith von Boulder. Er befasste sich auch mit Fragen der Isostasie (und Geosynklinal-Theorie) und des geologischen Alters der Erde, wobei er früh die hohen Schätzwerte von Arthur Holmes und anderen stützte (über 2 Milliarden Jahre).
1944 war er Präsident der Geological Society of America und 1959 erhielt er die Penrose-Medaille. Er war Mitglied der National Academy of Sciences (1931) und der American Academy of Arts and Sciences (1948).
Er war zweimal verheiratet, in erster Ehe von 1908 bis zum Tod seiner Frau 1918. Er hatte drei Töchter und einen Sohn aus erster Ehe. 1920 heiratete er die Geologin Eleanora Frances Bliss.